# باتريك فيرجسون
باتريك فيرجسون (بالإنجليزية: Patrick Ferguson)‏ (1744 – 7 أكتوبر 1780) كان ضابطًا اسكتلنديًا في الجيش البريطاني ومناصرًا مبكرًا للمشاة الخفيفة وهو من اخترع بندقية فيرجسون. عُرف بخدماته في حملة تشارلز كورن واليس العسكرية 1780 خلال حرب الاستقلال الأمريكية في كارولينا، جند الموالين بشكل عدواني وعامل الأنصار الوطنيين بقسوة. عارض البعض على تصنيفات فيرجسون مثل إظهاره التحيز الموالي للوطنيين، على أي حال، هناك بعض التقارير التي تثني عليه لإنسانيته وعدم رغبته في اتباع الأوامر التي اعتبرها همجية.
في نهاية المطاف، دفعت أنشطته إلى انتفاضة الميليشيات الوطنية ضده، قُتل في معركة جبل الملوك، على الحدود بين مستعمرات كارولينا الشمالية والجنوبية. قاد مجموعة من الموالين الذين جندهم، كان ضابط الجيش الوحيد الذي شارك في كِلا طرفي النزاع. اعُّتدي على جسده من قبل القوات الوطنية المنتصرة في أعقاب المعركة.

## النشأة
ولد باتريك فيرجسون في بيتفور، أبردينشاير في اسكتلندا في 25 مايو (النمط القديم) 4 يونيو (النمط الجديد) عام 1744، كان الابن الثاني والطفل الرابع للمحامي جيمس فيرجسون من بيتفور (الذي انتقل إلى منصّة القضاء كسيناتور في مجلس القضاء، لذا يُعرف باسم اللورد بيتفور بعد 1764) وزوجته آنا موراي، أخت الراعي الأدبي باتريك موراي، لورد إيلبانك الخامس.
من خلال والديه، عرف عددًا من الشخصيات البارزة في التنوير الإسكتلندي، بما في ذلك الفيلسوف والمؤرخ ديفيد هيوم، الذي بناًء على توصيته قرأ رواية كلاريسا لصمويل ريتشاردسون عندما كان بسن الخامسة عشرة، وعرف أيضًا كاتب الروايات جون هيوم. كان لديه العديد من الأقارب من عائلة والدته ومنهم: السير ويليام بلوتني وهو البارون الخامس، والقائد جورج جونستون، والسير جيمس موراي (لاحقًا موراي بلوتني).
في 1770 اشترى عقار كاستيلا في جزيرة توباغو. بعد وفاة فيرجسون ورث العقار أخوه الأصغر، جورج، الذي تمكن من إدارتها منذ سبعينيات القرن الثامن عشر وحولها إلى منشأة ناجحة. صَدْرت المنشأة شراب الروم، والسكر والمولاس إلى الولايات المتحدة.

## حرب السنوات السبع
بدأ فيرجسون مسيرته العسكرية في سن المراهقة، بتشجيع من خاله جيمس موراي. خدم لفترة وجيزة في الإمبراطورية الرومانية المقدسة مع الأسكتلنديين الرماديين خلال حرب السنوات السبع، حتى أجبره مرض في ساقه، ربما مرض السل في الركبة، على العودة إلى المنزل. بعد الشفاء، في وقت السلم، خدم في الفوج العسكري في خدمة الحامية العسكرية. في عام 1768، حصل على قيادة شركة الفوج السبعون للمشاة، وخدم معهم في الهند الغربية حتى بدأت ساقه العرجاء في إزعاجه مرة أخرى.
بعد عودته إلى المنزل عام 1772، شارك في تدريب المشاة الخفيف، ولفت انتباه الجنرال هاو. خلال هذا الوقت، طور بندقية فيرجسون، وهي بندقية ذات زند له صوانة تقوم بالملء المغلاقي وتستند على نظام شوميت المبكر.

## حرب الاستقلال الأمريكية

### عام 1777
في عام 1777 ذهب فيرجسون إلى المستعمرات للخدمة في حرب الاستقلال الأمريكية، أشرف على بندقيته التجريبية في معدات الفيلق. ومع ذلك، بعد النجاح الأولي، اطُّلق عليه النار في مفصل المرفق الأيمن في معركة برانديواين في 11 سبتمبر 1777 في بنسلفانيا. قبل ذلك بفترة قصيرة أُتيحت له الفرصة لإطلاق النار على ضابط أمريكي بارز برفقة آخر في ثوب هوسار المميز، لكنه قرر عدم الإطلاق عليه، لأن الرجل كان مديرًا ظهره لفيرجسون ولم يلاحظ وجوده. قال له الجراح في المستشفى أن بعض المصابين الأمريكيين قالوا أن الجنرال واشنطن كان في المنطقة. كتب فيرجسون أنه حتى إن كان الضابط في ذلك الوقت هو الجنرال نفسه ما كان ليندم على قراره. بقيت هوية الضابط غير واضحة، يقترح المؤرخون أن الضابط المعاون في زي الهوسار قد يشير إلى كبير الضباط الكونت كازيمير بولاسكي.
بعد عدة أشهر من إصابته، تعرض فيرجسون لخطر بتر يده. خلال هذا الوقت تلقى أنباء عن وفاة والده. شُفي فيرجسون بعد فترة رغم أن ذراعه اليمنى أصيبت بالشلل بشكل دائم.

### عام 1778
استأنف فيرجسون مهامه العسكرية في مايو 1778 ، تحت قيادة السير هنري كلينتون.
في أكتوبر 1778، عُين فيرجسون لقيادة حملة في جنوب نيو جيرسي لقمع السفن المسلحة الذين كانوا يستولون على السفن البريطانية. كانوا يتمركزون حول نهر ليتل إيغ هاربور، الذي يصب في الخليج العظيم. هاجم فيرجسون قاعدتهم فيما يعرف باسم معركة تشيسنات نيك.
بعد نحو أسبوع، أعُّلم فيرجسون من قبل الجندي الألماني المنشق في الجيش الأمريكي، الملازم كارل فيلهلم جوليت، الذي عاد إلى الجانب البريطاني بعد جدال عنيف مع المقدم الأمريكي كارل فون بوس، وذلك بأن مجموعته كونت بولاسكي تروب تحت سيطرة فون بوس الموجودة بالقرب. سارت مجموعة فيرجسون إلى موقع سلاح مشاة بوس، والتي كانت تتألف من 50 رجلًا وكانوا على بعد مسافة قصيرة من مجموعة بولاسكي. عند بزوغ الفجر في 5 أكتوبر 1787 أمر فيرجسون رجاله باستخدام الحَرْب لمهاجمة الرجال النائمين في القوات الأمريكية. ذكر بولاسكي أن مجموعة فيرجسون قتلت، وجرحت، وأسرت نحو 30 جنديًا من رجاله في ما يُدعى اليوم مجزرة ليتل إيغ هاربور.

### عام 1779
كُلف فيرجسون كرائد للكتيبة 71 للمشاة في 25 أكتوبر 1779.

### عام 1780
في عام 1780، أرسل الجيش الجنرال البريطاني اللورد تشارلز كورونواليس لغزو كارولينا الجنوبية وكارولينا الشمالية. كانت مهمته هزيمة جميع القوات الأمريكية في الكارولينا والحفاظ على المستعمرتين داخل الإمبراطورية البريطانية. كان الجزء الرئيسي من خطة كورونواليس هي تجنيد جنود من الموالين الأمريكيين المحليين. لتحقيق هذا الهدف، عين الجنرال كلينتون الرائد فيرجسون مفتشًا للميليشيات في كارولينا الجنوبية. كانت مهمة فيرجسون تجنيد الميليشيات الموالية في الكارولينا وجورجيا وتخويف سكان المستعمرة من تفضيل الاستقلال الأمريكي.
عُين الرائد باتريك فيرجسون مفتشًا للميليشيات في 22 مايو 1780. وكانت مهمته هي السير إلى منطقة مقاطعة أولد تريون، وزيادة وتنظيم الوحدات الموالية من سكان تروي في كارولينا بكونتري، وحماية الجناح الأيسر للورد تشارلز واليس الرئيسي في شارلوت بولاية تشارلوت كارولاينا الشمالية.
بعد إحراز العديد من الانتصارات على القوات الأمريكية، استولى كورنويل على ولاية تشارلوت كارولاينا الشمالية في صيف 1780. قسم جيشه وأعطى فيرجسون أمر القيادة لأحد الأقسام. تألف جناح فيرجسون من الموالين الذين جندهم للقتال من أجل القضية البريطانية.

### معركة مطحنة ماسغروف
في مساء 18 أغسطس عام 1780 استعد مئتا مناصر أمريكي يميني تحت القيادة المشتركة للكولونيل إسحاق شلبي، وجيمس وليامز، وإيليا كلارك لمداهمة مخيمات الموالين في مطحنة ماسغروف، التي سيطرت على إمدادات الحبوب المحلية وحرست ممر نهر إينوري بالقرب من الحدود الحالية بين مقاطعة سبارتنبرغ، مقاطعة لورينز واتحاد المقاطعات في ولاية كارولينا الجنوبية. توقع المناصرون الوطنيون مباغتة موقع عسكري ذي عدد متساوٍ من الموالين، لكن أبلغهم أحد المزارعين المحليين أن قوات تروي عُززت مؤخرًا من قِبل نحو مئة ميليشيا موالية ومئتي نظامي إقليمي كانوا في طريقهم للانضمام إلى الرائد البريطاني باتريك فيرجسون. استمرت المعركة نحو ساعة وخلال تلك الفترة قُتل نحو ثلاثة وستين من قوات تروي، وعدد مجهول من الجرحى، وأسُّر نحو 70 شخصًا. كان لوطنيي الثورة الأمريكية أربعة قتلى واثنا عشر جريحًا.